# Lady A
Lady A (Леді А) — американський гурт, що грає в стилі кантрі. Був створений в 2006 році в Нашвілл, Теннессі. Один з найоригінальніших гуртів цього напрямку в музиці. Стиль гурту характеризується поєднанням кантрі та року.

## Історія
10 листопада 2008 р. «Товариство європейських авторів сцени і композиторів» («Society of European Stage Authors & Composers», SESAC) назвало Гіларі Скотт «поетом-пісняркою року» («Songwriter of the Year»).

## Дискографія
- Lady Antebellum (2008)
- Need You Now (2010)
- Own the Night (2011)